# 汉口银行
汉口银行是一家總部位于中華人民共和國湖北省武汉市的城市商业银行，前身为武汉市商业银行，成立于1997年12月16日。2008年6月25日更名为汉口银行。总部位于江岸区建设大道933号。

## 历史

### 城市信用社时期
武汉市内城市信用合作社始于1984年，当年4月，第一家城信社——武汉汉正街城市信用社成立。1990年底，武汉全市共有城市信用社33个，同年12月，成立武汉市城市信用合作社联合社，指导，管理这些城市信用社。
然而随着国内出现的金融风波，武汉各城市信用社风险急剧扩大。1995年10月31日，在人民银行要求下，武汉各城市信用社全部停业并进行清产验资。

### 武汉市商业银行时期
1997年12月16日，在武汉市内62家城市信用社的基础上重组合并的武汉城市合作银行挂牌开业。初始注册资本5.68亿元。
1998年4月，武汉城市合作银行正式更名为武汉市商业银行。
1999年10月，开通外币外汇业务。
2002年1月22日，总行正式迁入位于建设大道933号的武汉商业银行广场现址。
2003年12月16日，由武汉、黄石、荆州、孝感四城市商业银行联合发行九通卡，是湖北地方城商行早期银行卡产品。2004年5月26日，实现四行九通卡通存通兑，直到黄石、荆州、孝感三市城商行组建湖北银行为止。
2006年12月，获批开展信用卡业务，并发行九通贷记卡。

### 汉口银行时期
2008年6月25日，武汉市商业银行正式更名为汉口银行。
2010年1月6日，汉口银行与联想控股、武钢集团签订投资入股暨战略合作协议，其中联想控股成为最大股东。
2010年1月21日，在重庆市成立了分行，是湖北省地方银行首家省外分行。
2025年3月，汉口银行发布公告已完成8.74亿股股份发行，定向发行对象为湖北省内11家国企，募集到的45.87亿元资金将全部用于补充该行核心一级资本。由此武汉金融控股成为大股东。

## 经营状况
截至2016年末，汉口银行资产总额为2116.66亿元人民币，各项存款余额1428.61亿元，各项贷款余额为987.01亿元。 汉口银行营业网点主要集中在湖北省内下辖各市以及省外的重庆市。

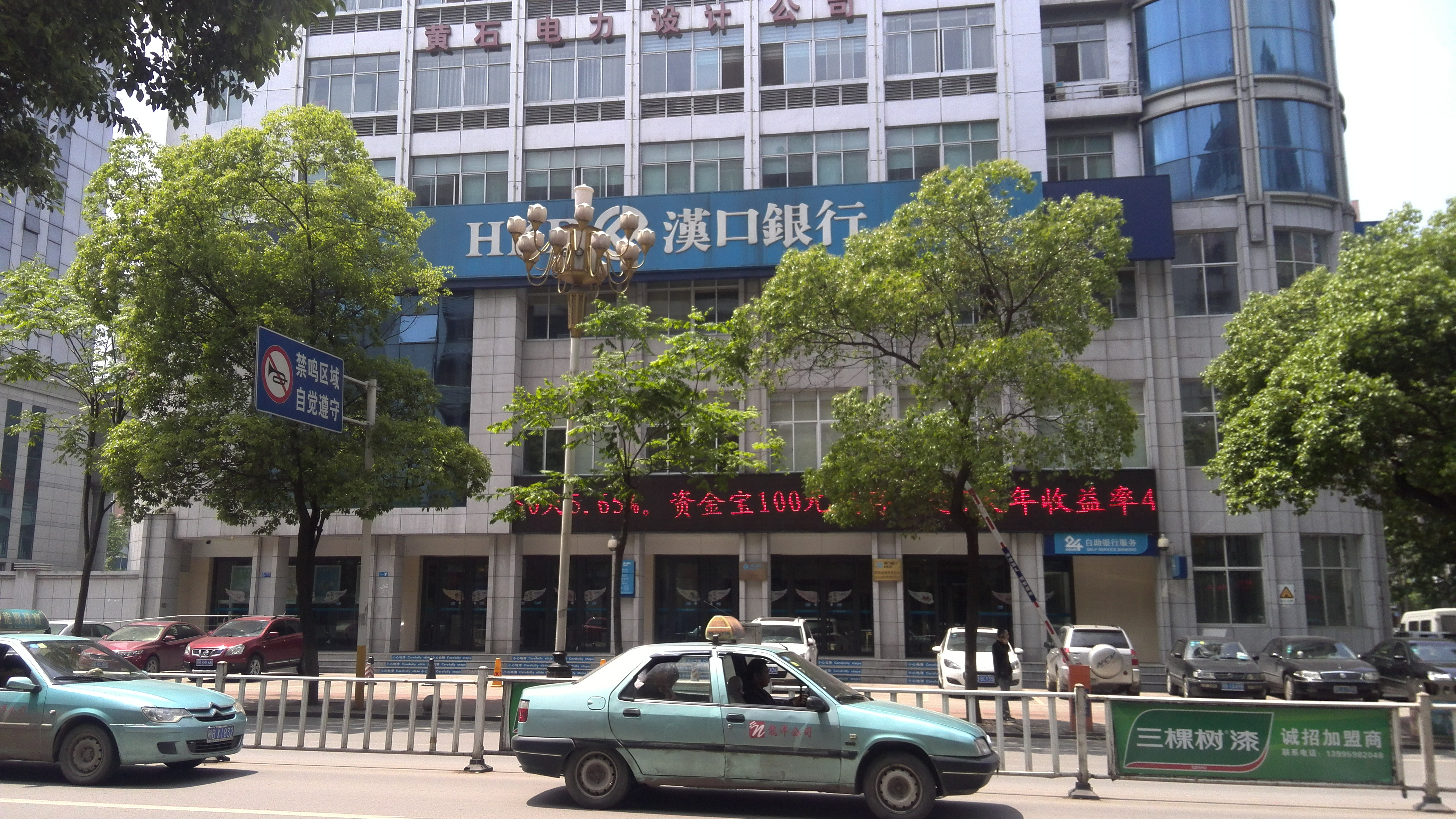
汉口银行黄石分行

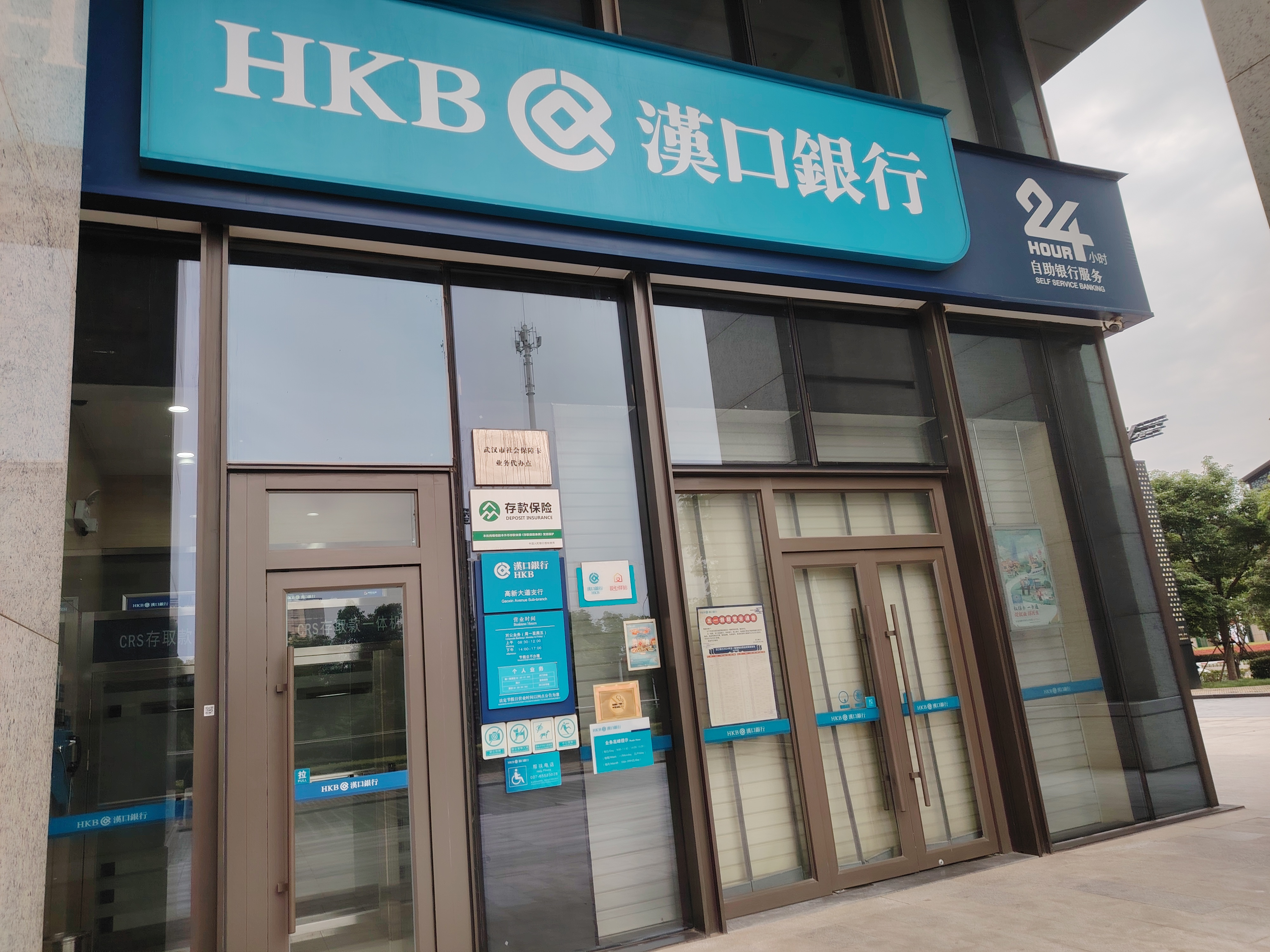
汉口银行武汉高新大道支行